# Благодаря Винн-Дикси
«Благодаря Винн-Ди́кси» (англ. Because of Winn-Dixie) — кинокомедия американского режиссёра Уэйна Вана, созданная по мотивам одноимённой книги Кейт ДиКамилло (в русском переводе «Спасибо Уинн-Дикси»). В основе сюжета — дружба маленькой девочки Опал в исполнении Аннасофии Робб и собаки Винн-Дикси. В роли Винн-Дикси снимали двух пикардийских овчарок, представителей редкой французской породы.
18 февраля 2005 года фильм вышел в широкий прокат, по итогам которого заработал около 33,5 млн долларов, что более чем в два раза превысило его производственный бюджет. Американские кинокритики встретили фильм сдержанно. Некоторые рецензенты отметили неубедительную фантазийную драматургию картины, другие — сочли ленту искренней и очаровательной, способной увлечь детскую аудиторию, на которую она ориентирована.

## Сюжет
Маленькая девочка Опал недавно потеряла мать. Вместе с отцом-проповедником она переезжает в небольшой флоридский городок. Его жители встречают новосёлов настороженно, поэтому Опал сложно завести здесь новых друзей. Однажды Опал становится свидетелем переполоха в супермаркете «Винн-Дикси», который устраивает бродячая собака. Пожалев пса, Опал забирает его к себе и даёт ему кличку в честь названия магазина. Вскоре Винн-Дикси становится её лучшим другом и помогает девочке наладить отношения с отцом и другими жителями городка.

## В ролях
- Аннасофия Робб — Опал
- Джефф Дэниелс — проповедник
- Сисели Тайсон — Глория
- Дэйв Мэтьюс — Отис
- Ева Мари Сэйнт — Мисс Фрэнни
- Кортни Джайнс — Аманда Уилкинсон
- Эль Фэ́ннинг — Суити Пай Томас
- Ник Прайс — Даниэп Дьюберри
- Люк Бенвард — Стиви Дьюберри